# Louis Tomlinson

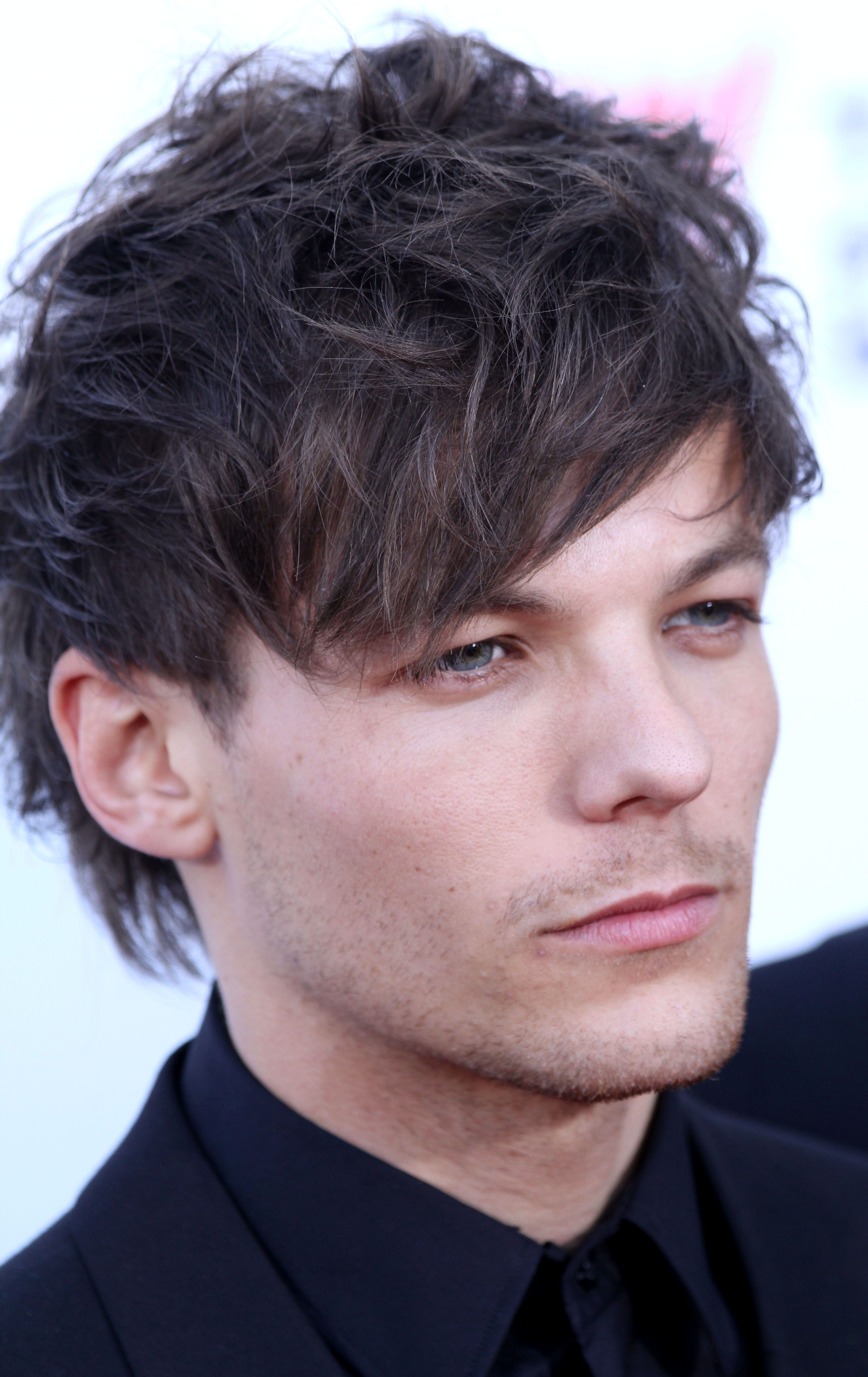

Louis William Tomlinson (Doncaster, 24 december 1991) is een Britse singer-songwriter. Hij werd beroemd in 2010 door zijn deelname aan het televisietalentenjachtprogramma The X Factor, waarin hij samen met Harry Styles, Liam Payne, Niall Horan en Zayn Malik de boyband One Direction vormde. Tomlinson was in 2018 gast-jurylid bij de Britse The X Factor.

## Biografie

### 1991 - 2009: Jeugd en begin carrière
Tomlinson werd geboren in Doncaster, Verenigd Koninkrijk als Louis Troy Austin, zoon van Johannah Poulston en Troy Austin. Zijn vader verliet het gezin toen hij één week oud was, waarna Tomlinson alleen werd opgevoed door zijn moeder. Zijn moeder hertrouwde later met Mark Tomlinson en samen kregen zij vier kinderen, waarna Tomlinson de naam van zijn stiefvader aannam. In 2010 scheidde zijn moeder van Mark en begon in 2012 een relatie met Daniel Deakin, met wie zij nog een tweeling kreeg. In december 2016 overleed Louis' moeder na een kort ziekbed aan leukemie.
Tomlinson ontdekte op de middelbare school zijn passie voor muziek en acteren, doordat hij meedeed aan meerdere musicalproducties. De bekendste daarvan is zijn rol als Danny Zuko in zijn schoolproductie van Grease. Ook vormde hij met vrienden een band genaamd 'The Rogue', die voornamelijk Green Day covers speelde. Verder had hij een paar kleine bijrollen in Britse series, waaronder Waterloo Road en Fat Friends.
Nadat Tomlinson de hoofdrol mocht spelen in de schoolproductie van Grease, besloot hij zich aan te melden voor X Factor in 2009, toen hij 17 jaar oud was. Hij kwam deze keer echter niet door de eerste ronde van de audities heen.

### 2010 - 2015: X Factor en One Direction

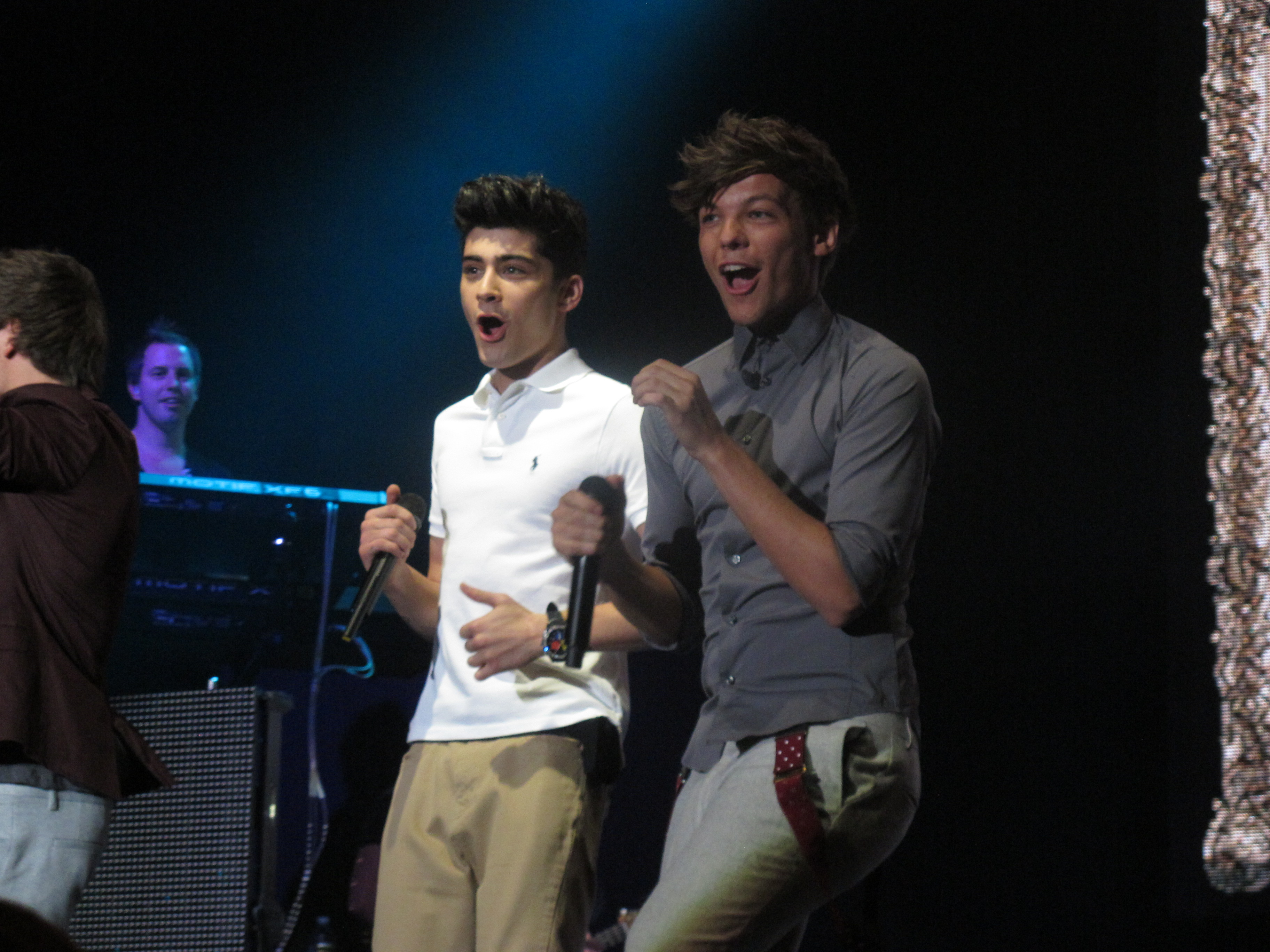
One Direction treedt op in Glasgow tijdens de 2015 OTRA tour

In 2010 deed Tomlinson opnieuw auditie voor de X-Factor en haalde dit keer de Bootcamp ronde. Hier werd hij, op suggestie van jurylid Nicole Scherzinger, samengevoegd met Harry Styles, Liam Payne, Niall Horan en Zayn Malik tot een nieuwe groep: 'One Direction'. Ze hadden twee weken de tijd om elkaar te leren kennen, waarna ze samen afreisden voor het vervolg-stadium van de competitie. Ze brachten een akoestische versie van Torn ten gehore voor hun mentor Simon Cowell. Met dit nummer verzekerden ze hun plaats in de liveshows, waar hun populariteit snel toenam.
One Direction haalde de finale en eindigde uiteindelijk als derde. Dagen na hun exit werd bekend gemaakt dat ze alsnog een platencontract bij Simon Cowells eigen label Syco Music hadden getekend. Louis is en blijft qua lengte de kleinste van de vijf, ondanks dat hij de oudste is.
Hun eerste single 'What Makes You Beautiful', uitgebracht op 19 augustus 2011, werd een internationaal succes en leverde de band hun eerste Brit Award op. Hun debuutalbum Up All Night werd een van de bestverkochte albums van 2011. Ook het tweede album Take Me Home was zeer succesvol en ging meer dan 4,4 miljoen keer over de toonbank.
Tomlinson begon zich hierna te richten op het verder ontwikkelen van het co-schrijven van liedjes, mede omdat hij het belangrijk vond om de authenticiteit en ontwikkeling van One Direction te waarborgen. Zo schreef hij mee aan 12 van de 14 nummers op het derde One Direction-album Midnight Memories, dat in 2013 verscheen. Een jaar later werd dit opgevolgd door album Four (tevens het laatste album met bandlid Zayn Malik, die in maart 2015 de band verliet), waarvoor hij ook tien nummers aanleverde. Een van de door Tomlinson geschreven nummers, "No Control", werd zelfs zo populair onder fans dat het leidde tot een heuse releasecampagne opgezet door de fans zelf.
Het vijfde album, Made in the AM, verscheen in november 2015. De single "Drag Me Down" werd een van de bestverkochte singles van 2015.
In totaal schreef Tomlinson 38 nummers van de gehele One Direction discografie, hij leverde hiermee de grootste muzikale bijdrage aan de band van de band leden. Louis is erg geliefd binnen het One Direction fandom, in tegenstelling tot buiten het fandom. Hij wordt erg onderschat en ondergewaardeerd en is daarom ook niet zo populair als zijn ex-collega’s van One Direction.

### 2015 - heden: Pauze One Direction en solocarrière
In augustus 2015 maakte One Direction na veel geruchten bekend een pauze te nemen van de band. In eerste instantie was het plan om na 18 maanden bij elkaar te komen, echter bleek al gauw dat Harry Styles een solocontract had getekend. Tomlinson kondigde in 2015 aan een eigen platenlabel te hebben opgezet onder Syco Music, en was onder meer bezig met het opzetten van een girl band, maar leek verder geen soloplannen te hebben. Op 10 december 2016 gaf Tomlinson een onaangekondigd optreden samen met DJ Steve Aoki bij X Factor, om zo de laatste wens van zijn moeder te vervullen. Zijn ongeplande debuutsingle "Just Hold On" werd een groot succes, en debuteerde op #2 in de Britse hitlijsten.
Tomlinson maakte ook deel uit van een groep Britse artiesten die een speciale cover van "Bridge Over Troubled Water" opnamen na de zeer dodelijke brand in de Grenfelltoren. Het nummer debuteerde bovenaan de Britse Top 40. Alle opbrengsten van het nummer gingen direct naar het Grenfell fonds.
In juli 2017 bevestigde het tijdschrift Variety dat Tomlinson als laatste One Direction-lid een solocontract had getekend bij Epic Records in Amerika, en Syco Music in het Verenigd Koninkrijk. Dit nieuws werd gauw opgevolgd met zijn officiële debuutnummer "Back to You" op 21 juli, en was een samenwerking met Amerikaanse zangeres Bebe Rexha. Het nummer werd in de Verenigde Staten meer dan een miljoen keer verkocht en bereikte de Britse top 10.
Op 13 oktober 2017 maakte Tomlinson zelf bekend via Twitter dat hij een nummer speciaal voor zijn fans had opgenomen, genaamd 'Just Like You'. Hij gaf aan dat het een persoonlijk en belangrijke boodschap bevatte over wie hij is, en dat ieder mens, in welke positie dan ook, soms met tegenslagen te maken krijgt. Hoewel het nummer geen officiële single werd, bereikte het toch de nummer één positie op de wereldwijde iTunes chart.
Single 'Miss You' volgde op 1 december 2017. Het nummer paste volgens Tomlinson goed op zijn debuutalbum vanwege de zware gitaren die in het liedje te horen waren. Hij gaf daarnaast aan zelf ook de gitaar live te willen spelen tijdens zijn optredens. 'Miss You' bereikte de Britse Top 40.
In juli 2018 werd bevestigd dat Tomlinson plaats zal nemen in het jurypanel van de Britse X-Factor samen met Robbie Williams, Ayda Field-Williams, en Simon Cowell.
Op 7 maart 2019 bracht Tomlinson zijn nummer 'Two of Us' uit, die hij gedecideerd heeft aan zijn moeder, die drie jaar eerder overleed aan leukemie. Dit is het eerste uitgebrachte nummer dat zal verschijnen op zijn eerste album Walls.
Op 31 januari 2020 debuteerde Tomlinsons eerste album Walls. Het album bevat in totaal 12 nummers en heeft een duur van 39 minuten. Het album bestaat uit: 'Kill My Mind', 'Don't Let It Break Your Heart', 'Two of Us', 'We Made It', 'Too Young', 'Walls', 'Habit', 'Always You', 'Fearless', 'Perfect Now', 'Defenceless' en 'Only the Brave'. Hij noemt onder andere Arctic Monkeys, Green Day en Oasis als grote invloeden. Ook heeft Tomlinson aangegeven fan te zijn van popzanger Robbie Williams, Kendrick Lamar, en Ed Sheeran, evenals de groep Little Mix. Tomlinson beschrijft zijn album vooral als 'eerlijk'.
Op 11 juli 2020 gaf Louis in een tweet aan dat hij zijn toenmalige platenlabel 'Syco Music' heeft verlaten.
Op 31 januari 2021, het eenjarige jubileum van Walls, startte de fans van Louis een eigen project. Louis' publiciteitsteam bij Syco zou geen goede promo voor Walls verricht hebben, waardoor de fans besloten om het nummer 'Defenceless' van zijn album flink te streamen. Dit project was erg succesvol en heeft in 33 landen op nr 1 in de iTunes lijsten gestaan. Op Spotify hebben ze de 25,000,000 streams aan weten te tikken. Hierdoor werd het album in meerdere landen ontdekt en meer op de radio gedraaid.
Op 2 april 2022 trad hij voor het eerst als soloartiest op in Nederland in de AFAS Live in Amsterdam. In België trad hij op in de Lotto Arena in Antwerpen en de Lokerse Feesten.

## Discografie
Zie ook One Direction (discografie)

### Albums
| Album               | Datum van uitbrengen | Aantal nummers | Lengte         |
| ------------------- | -------------------- | -------------- | -------------- |
| Walls               | 31 januari 2020      | 12             | 39 min, 37 sec |
| Faith in the Future | 11 november 2022     | 14             | 51 min, 45 sec |

### Singles
| Naam single                                                                            | Album | Schrijver(s)                                                                                                | Producer(s)                                                      | Lengte | Hoogste hitlijstnotering (UK) |
| -------------------------------------------------------------------------------------- | ----- | --- | ---------------------------------------------------------------- | ------ | ----------------------------- |
| Just Hold On (Steve Aoki, Louis Tomlinson) Release: 10 december, 2017                  |       | Sir Nolan, Louis Tomlinson, Steve Aoki, Eric Rosse & Sasha Alex Sloan                                       | Steve Aoki                                                       | 3:18   | 2                             |
| Bridge over Troubled Water (as part of Artists for Grenfell)                           |       | Paul Simon, Stormzy                                                                                         | Graham Stack, Tokio Myers, Trevor Horn                           | 3:53   | 1                             |
| Back to You (Louis Tomlinson, Bebe Rexha, Digital Farm Animals) Release: 21 juli, 2017 |       | Digital Farm Animals, Richard Boardman, Pablo Bowman, Louis Tomlinson & Sarah Blanchard                     | Digital Farm Animals & The Dream Life                            | 3:10   | 8                             |
| Just Like You Release: 13 oktober, 2017                                                |       | Louis Tomlinson, Jesse Thomas & BURNS                                                                       | BURNS                                                            | 3:25   | 99                            |
| Miss You Release: 1 december, 2017                                                     |       | Asia Whiteacre, Pablo Bowman, Louis Tomlinson, Julian Bunetta, Richard Boardman, Ian Franzino & Andrew Haas | Julian Bunetta & AFTERHRS                                        | 3:02   | 39                            |
| Two of Us Release: 7 maart, 2019                                                       | Walls | Louis Tomlinson, Bryn Christopher, Andrew Jackson, Duck Blackwell                                           | Dan Priddy, Mark Crew, Blackwell (co.)                           | 3:38   | 64                            |
| Kill My Mind Release: 5 september, 2019                                                | Walls | Jamie Hartman, Sean Douglas, Louis Tomlinson                                                                | Jamie Hartman                                                    | 3:40   | -                             |
| We Made It Release: 24 oktober, 2019                                                   | Walls | Louis Tomlinson, Levi Lennox, Julian Bunetta, John Ryan II, Amish Patel                                     | ADP, Dan Grech-Marguerat, John Ryan, Julian Bunetta, Levi Lennox | 3:21   | -                             |
| Don't Let It Break Your Heart Release: 23 november, 2019                               | Walls | Louis Tomlinson, Stuart Crichton, Cole Citrenbaum, James Newman                                             | Stuart Crichton, Steve Mac                                       | 3:16   | -                             |
| Walls Release: 17 januari, 2020                                                        | Walls | Louis Tomlinson, Jamie Hartman, Noel Gallagher, Dave Gibson, Jacob Manson                                   | Jamie Hartman                                                    | 3:49   | -                             |

## Prijzen
Met One Direction won Tomlinson al zeven BRIT awards, zeven American Music Awards, zes Billboard Music Awards, vier MTV VMAs en 28 Teen Choice Awards. Solo heeft Tomlinson ook al de nodige prijzen gewonnen:
- MTV European Music Award 2017: Best UK & Ireland Act[41]
- Teen Choice Awards 2017: Choice Collaboration (Just Hold On)[42]
- iHeart Radio Music Awards 2018: Best Solo Breakout[43]
- Teen Choice Awards 2018: Choice Male Artist[44]
- Billboard Music Awards 2019: Top Social Artist
- iHeart Radio Music Awards 2020: Best Fan Army

## Overig

### Liefdadigheidswerk
Hoewel Tomlinson zelf niet graag de aandacht trekt met liefdadigheidsacties, staat hij toch te boek als betrokken filantroop. Samen met zijn moeder organiseerde hij in 2015 een speciaal koninklijk bal voor terminaal zieke kinderen, waar hij meer dan drie miljoen dollar doneerde aan de stichting Believe in Magic. Ook was hij persoonlijk zeer betrokken bij een jonge fan met het syndroom van Down die in 2015 overleed en doneerde hij in 2018 $10.000 aan een Amerikaanse fan met cerebrale parese. Hij is beschermheer van verschillende organisaties, waaronder Bluebell Wood Children's Hospice en Eden Dora Trust - beide gericht op ongeneeslijk zieke kinderen. In 2016 deed hij mee aan Soccer Aid, een benefietwedstrijd voor UNICEF waarbij de teams bestaan uit zowel profvoetballers als beroemdheden.

### Voetbal
Tomlinson speelt zelf voetbal, en is een groot voetbalfan van zijn thuisteam Doncaster Rovers. In 2013 tekende hij een vrijblijvend contract bij de club en speelde hij enkele wedstrijden mee voor het goede doel. In 2014 probeerde hij de club van zijn geboorteplaats financiële zekerheid te geven door deze op te kopen. Uiteindelijk viel de deal in het water, mede vanwege onduidelijkheden wat betreft Tomlinsons financiële rol en eventuele bijkomende contractuele verplichtingen naar het label toe wat betreft het promotionele gebruik van zijn imago.

### Privé
Tomlinsons oudste zus, Lottie, is een visagiste en socialemedia-influencer met miljoenen volgers op Instagram. In augustus 2022 werd Tomlinson voor het eerst oom via zijn zus Lottie. 
Tomlinson kreeg in november 2011 een relatie met model Eleanor Calder. De relatie werd in maart van 2015 verbroken, maar de twee zijn sinds begin 2017 weer kort samen geweest. Al is de relatie nu weer ten einde In januari 2016 werd Louis voor het eerst vader. Hij deelt zijn zoon, Freddie Reign Tomlinson, met zijn ex-vriendin, Briana Jungwirth.
Tomlinsons op een na oudste zus overleed in 2019 aan een hartaanval, mogelijk veroorzaakt door drugsmisbruik. Dit was ongeveer drie jaar nadat hun moeder overleed aan leukemie.

## Tournees
- Louis Tomlinson World Tour (2020-2022)
- Louis Tomlinson Faith in the Future World Tour (2023-2024)